# 瀬棚町

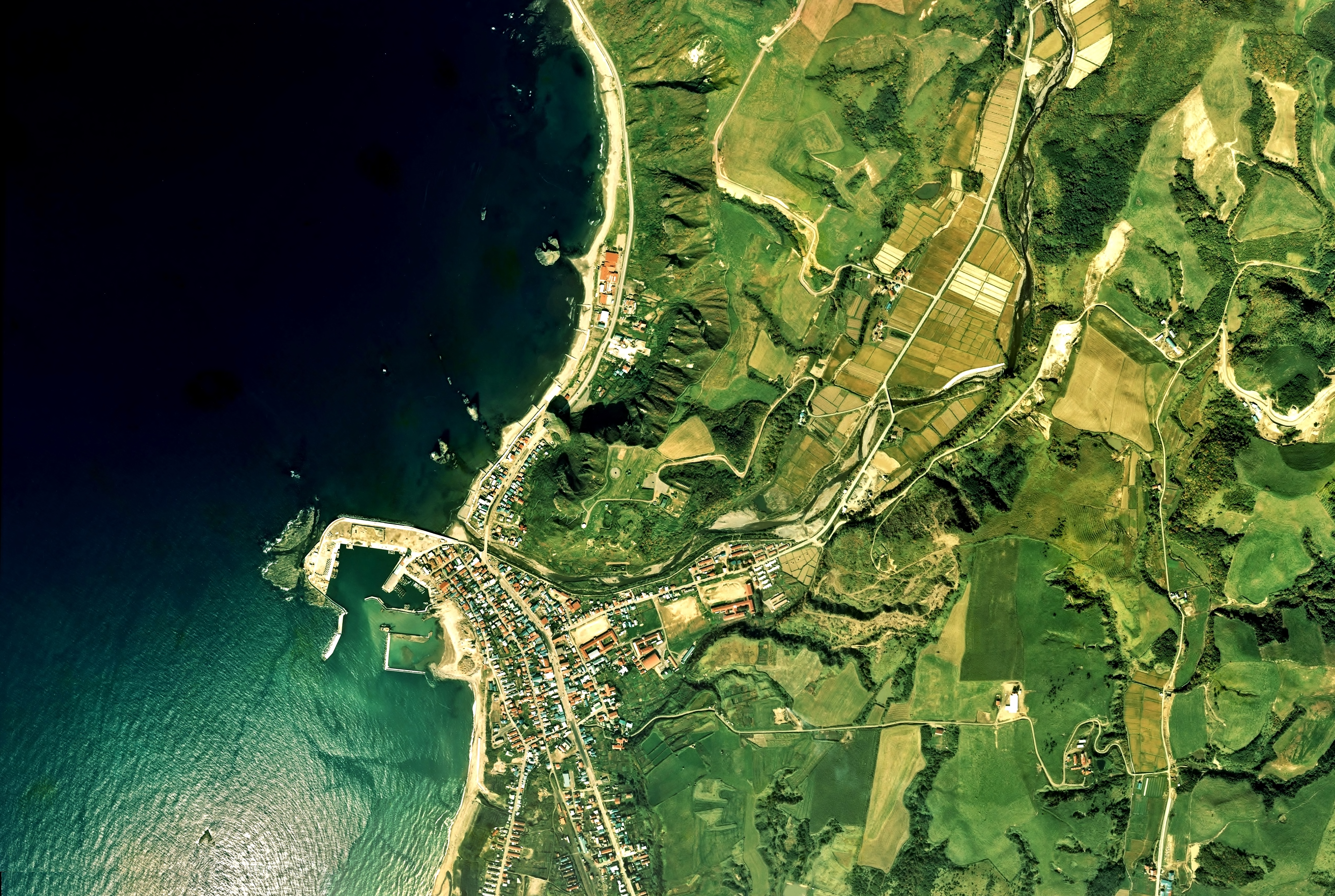
瀬棚港周辺の空中写真。1976年撮影の3枚を合成作成。
。

瀬棚町（せたなちょう）は、北海道南西部の檜山支庁北部にあって、日本海に面していた町。
2005年9月1日、瀬棚郡瀬棚町・北檜山町・久遠郡大成町の3町が新設合併してせたな町が発足し、瀬棚町は廃止された。合併後の旧瀬棚町域は合併特例区の一つ「瀬棚区」となっている。せたな町の本庁舎は旧北檜山町役場に置かれている。
町名の由来はアイヌ語の「セタルペシュペナイ」（犬が泳ぎ渡る川）が略された「セタナイ」から。

## 地理
北東部は狩場山などの山岳地帯である。日本海に面した海岸は急峻で、狩場茂津多道立自然公園に指定されている。海岸線沿いに国道229号が通る。
- 山：狩場山（1,520m）
- 河川：馬場川、島歌川
- 岬：茂津多岬

### 隣接していた自治体
檜山支庁
- 瀬棚郡：北檜山町

後志支庁
- 島牧郡：島牧村

## 沿革
- 1880年 戸長役場設置。
- 1897年 瀬棚村の区域から利別村（現・今金町）が分立する。
- 1902年
  - 2月19日 瀬棚村の区域から東瀬棚村（後の北檜山町）が分立する。
  - 4月1日 北海道二級町村制施行により、瀬棚村、梅花都（ばいかつ）村、中歌（なかうた）村、虻羅（あぶら）村及び島歌（しまうた）村の区域をもって、瀬棚村が発足する。
- 1919年 北海道一級町村制施行
- 1921年1月1日 町制施行、瀬棚町となる。
- 1959年 町内の5大字を再編。
  - 瀬棚村 → 本町、三本杉、南川、共和、西大里、東大里
  - 梅花都村 → 元浦、西大里
  - 中歌村 → 元浦、西大里、島歌
  - 虻羅村 → 元浦、西大里
  - 島歌村 → 島歌、北島歌、西大里
- 2005年9月1日 瀬棚町、北檜山町及び久遠郡大成町が合併し、久遠郡せたな町が発足する

## 姉妹都市・提携都市
- ハンフォード市（アメリカ合衆国カリフォルニア州、1991年8月11日）

## 経済・産業
水産業と農業が盛ん。

## 教育
- 公立高等学校：北海道瀬棚商業高等学校
- 中学校：瀬棚
- 小学校：瀬棚、馬場川、島歌

## 交通

### 鉄道
町内を鉄道路線は通っていない。鉄道を利用する場合の最寄り駅は、JR北海道函館本線および室蘭本線の長万部駅。

#### 廃止された鉄道路線
国鉄瀬棚線は1987年3月15日に廃止された。瀬棚町内には瀬棚駅が設置されていた。鉄道代替バスは函館バスが運行。

### バス
- 函館バス
- 瀬棚町営バス

### 道路
一般国道
- 国道229号

都道府県道
- 北海道道447号西大里瀬棚停車場線
- 北海道道459号瀬棚港線
- 北海道道783号東大里瀬棚停車場線

### 港湾
- 須築漁港
- 美谷漁港
- 吹き込み漁港
- 虻羅漁港
- 中歌漁港
- 瀬棚港

## 名所・旧跡・観光スポット・祭事・催事
- 三本杉岩：町章、カントリーサインにデザインされている。
- 三本杉海水浴場
- 茂津多岬灯台
- 荻野吟子顕彰碑
- 立象山展望台

## 出身の有名人
- 朝日山利秋（大相撲･元大関大受）
- 市川たかし（歌手）
- 新保幸太郎（医師・医学者・元札幌医科大学学長）
- 畠中浩旭 (プロレスラー)